# Pomoleuctra purcellana
Pomoleuctra purcellana is een steenvlieg uit de familie naaldsteenvliegen (Leuctridae). De wetenschappelijke naam van de soort is voor het eerst geldig gepubliceerd in 1934 door Neave.